# Гарань, Василий Александрович
Василий Александрович Гарань (1922—1996) — советский и украинский педагог, тромбонист, доцент Национальной музыкальной академии имени Петра Чайковского, солист группы тромбонов заслуженного Академического симфонического оркестра Украины.

## Биография
Родился 16 апреля 1922 года в селе Чернявка (Оратовский район), ныне Винницкая область.
В 1941 году окончил Киевскую музыкальную школу-десятилетку имени Николая Лысенко (класс В. Яблонского и А. Добросердова). В годы Великой Отечественной войны находился в эвакуации в Красноярске. Войну закончил музыкантом военного оркестра (дирижёр Э. И. Маркус).
В 1949 году окончил Киевскую государственную консерваторию по классу тромбона (класс А. Добросердова).

### Педагогическая и творческая работа
В 1946—1949 годах — солист оркестра Оперной студии при Киевской государственной консерватории, с 1950 года был солистом Академического заслуженного симфонического оркестра Украины. С 1951 года преподавал в консерватории.
Гарань за годы работы в симфонических оркестрах Украины зарекомендовал себя как высокопрофессиональный исполнитель игры на тромбоне. Звук его инструмента имел мягкий бархатный тембр. Одновременно с тем имел определённое напористое фонфарное звучание, что в значительной степени укрепляло басовую группу медных духовых инструментов оркестра. Исполняя произведения П. И. Чайковского: симфонии, балеты, симфонические поэмы, оперы — В. А. Гарань достигал вершин исполнительского мастерства, дополняя музыкальную палитру звучания оркестра своим исполнением. Особенно он достиг успехов в исполнении соловых партий в произведениях украинских композиторов, а в частности в симфониях Льва Ревуцкого, Бориса Лятошинского, Льва Колодуба. В составе симфонического оркестра Украины принимал значительное участие в звукозаписи музыки в фонд украинского радио и музыки к кинофильмам на Киевской киностудии им. Александра Довженко, а также принимал участие в интерпретации произведений молодых украинских композиторов в составе различных камерных ансамблей.
Педагогическая работа В. Гараня длилась почти полвека, он был одним из последователей украинской исполнительской духовой музыкальной школы и продолжал традиции своих педагогов и коллег: В. Яблонского, А. Добросердова, А. Проценко, А. Литвинова и других. Имел звание доцента кафедры духовых инструментов.

### Ученики
Его ученики — выпускники консерватории работали и работают во многих симфонических оркестрах Украины и зарубежья и преподают в музыкальных учебных заведениях. Кроме тромбона, он вёл класс тубы. Среди его выпускников: Ю. Братолюбов, В. Соколик, Ф. Крижановский, Р. Усенко, Е. Фокин, С. Мазурик, Г. Лагдищук, С. Якименко и др.
В течение многих лет он активно способствовал пропаганде украинского музыкального духового исполнительства. В составе профессоров духовой кафедры Киевской консерватории принимал значительное участие в подготовке и проведении украинских конкурсов исполнителей игры на духовых и ударных инструментах. Активно способствовал созданию Национального духового оркестра Украины. Неоднократно был членом жюри различных конкурсов, фестивалей, смотров. Был обозначен в мировой музыкальной литературе и современных трендах в интерпретации на духовых инструментах, автором методических разработок и пособий для учебных музыкальных заведений Украины. Труд В. А. Гараня «Работа тромбониста над звуком» примечателен с точки зрения методики исполнительства. В нём раскрываются важнейшие моменты работы над главным фактором исполнительства — окраской звука.
Гарань считается основателем Киевской тромбоновой музыкальной школы. Соединив исполнительское мастерство, педагогическую работу и опираясь на достижения и традиции своих предшественников, он внёс значительный вклад в развитие духового исполнительского искусства Украины.
Умер 19 декабря 1996 года.